# Корріген (Техас)
Корріген (англ. Corrigan) — місто (англ. town) в США, в окрузі Полк штату Техас. Населення — 1477 осіб (2020).

## Географія
Корріген розташований за координатами 30°59′56″ пн. ш. 94°49′39″ зх. д. / 30.99889° пн. ш. 94.82750° зх. д. (30.998810, -94.827488).  За даними Бюро перепису населення США в 2010 році місто мало площу 5,95 км², уся площа — суходіл.

## Демографія
Згідно з переписом 2010 року, у місті мешкало 1595 осіб у 597 домогосподарствах у складі 413 родин. Густота населення становила 268 осіб/км².  Було 698 помешкань (117/км²).
Расовий склад населення:
| - 42,2 % — чорних або афроамериканців - 40,8 % — білих - 0,2 % — азіатів - 0,1 % — корінних американців - 15,1 % — осіб інших рас |

До двох чи більше рас належало 1,6 %. Частка іспаномовних становила 22,6 % від усіх жителів.
За віковим діапазоном населення розподілялося таким чином: 32,0 % — особи молодші 18 років, 57,9 % — особи у віці 18—64 років, 10,1 % — особи у віці 65 років та старші. Медіана віку мешканця становила 32,3 року. На 100 осіб жіночої статі у місті припадало 91,5 чоловіків;  на 100 жінок у віці від 18 років та старших — 81,1 чоловіків також старших 18 років.
Середній дохід на одне домашнє господарство  становив 46 131 долар США (медіана — 29 385), а середній дохід на одну сім'ю — 52 158 доларів (медіана — 32 500). Медіана доходів становила 36 156 доларів для чоловіків та 28 018 доларів для жінок. За межею бідності перебувало 23,1 % осіб, у тому числі 27,9 % дітей у віці до 18 років та 13,1 % осіб у віці 65 років та старших.
Цивільне працевлаштоване населення становило 605 осіб. Основні галузі зайнятості: освіта, охорона здоров'я та соціальна допомога — 28,9 %, виробництво — 22,6 %, публічна адміністрація — 11,1 %, сільське господарство, лісництво, риболовля — 8,1 %.